# Straylight Run
Straylight Run ist eine Indie-Rock-Band aus Baldwin, einem Weiler in der Town of Hempstead im Nassau County (Bundesstaat New York), die 2003 von John Nolan und Shaun Cooper, zwei ehemaligen Mitgliedern von Taking Back Sunday, gegründet wurde.
Nachdem sie ihre vertraglichen Pflichten bei Victory Records mit der Veröffentlichung der Prepare To Be Wrong-EP erfüllt hatten, wechselten sie zu Universal Republic Records. Am 3. Juni 2008 verkündete die Band auf ihrer MySpace-Seite an, dass die Pianistin und zweite Sängerin Michelle DaRosa die Band verlassen hat, um sich um ihre Solokarriere zu kümmern.
Im Juni 2008 gingen Straylight Run wieder ins Studio, um die Aufnahmen für die nächste EP mit dem Namen Un Mas Dos aufzunehmen. Am 16. September 2008 wurde die EP im digitalen Format veröffentlicht.
Die Band gab im Februar 2010 bekannt, dass sie eine Auszeit unbestimmter Länge nehmen werde. Dabei schloss sie nicht aus, dass man irgendwann wieder zusammenarbeiten würde. John Nolan und Shaun Cooper sind derweil jedoch ihrer ehemaligen Band Taking Back Sunday beigetreten.
Der Bandname ist einem Kapitel aus William Gibsons Buch Neuromancer entnommen.

## Diskografie

### Alben
- Demo – (2003) (noch nicht unter Vertrag)
- Straylight Run – 2004
- Prepare To Be Wrong (EP) – 4. Oktober 2005
- The Needles The Space – 19. Juni 2007
- Un Mas Dos (EP) – 16. September 2008
- About Time (EP) – 20. Mai 2009

### Singles
- 2004 Existentialism On Prom Night
- 2005 Hands In The Sky (Big Shot)
- 2007 Soon We'll Be Living In The Future